# Gradius Advance
Gradius Advance, connu au Japon sous le titre Gradius Generation (グラディウスジェネレーション, Hepburn : Guradiusu Jenerēshon) ou bien Gradius Galaxies en Amérique du Nord, est un jeu vidéo de type shoot them up développé par Mobile21 et édité par Konami en 2001 sur Game Boy Advance.
Le jeu se situe chronologiquement entre Gradius III et Gradius Gaiden.